# Salih al-Mutlak
Saleh al-Mutlak (arabisch صالح المطلك, DMG Ṣāliḥ al-Muṭlak) ist ein irakischer Politiker. Er war bis zum Sommer 2015 Vizepremierminister. Er ist Vorsitzender der Irakischen Front für den Nationalen Dialog (arabisch: al-Dschabha al-ʿIrāqiyya li-l-Hiwār al-Watanī) die wiederum Teil der Irakischen Nationalbewegung ist.

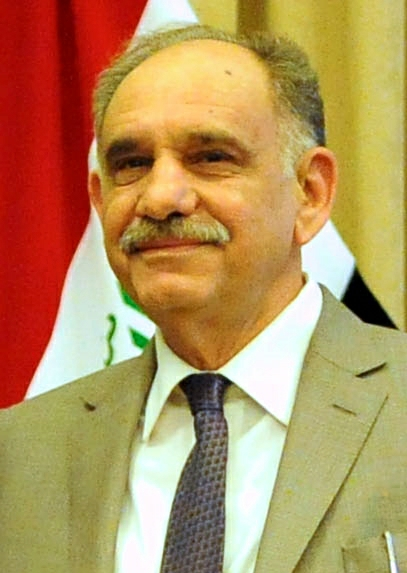
Saleh al-Mutlak (2014)

In der Diktatur unter Saddam Hussein war al-Mutlak Mitglied der Baʿth-Partei. Nach der Besetzung des Irak 2003 setzte sich der als gemäßigter Sunnit geltende al-Mutlak früh für eine Verständigung zwischen Sunniten und Schiiten ein.
Al-Mutlak wurde zusammen mit mehr als 400 anderen Kandidaten von der Parlamentswahl 2010 ausgeschlossen. Am 19. Dezember, einen Tag nach dem Abzug der letzten US-amerikanischen Kampftruppen aus dem Irak, scheiterte ein Misstrauensantrag gegen al-Mutlak im Repräsentantenrat an einem Boykott der Irakischen Nationalbewegung. Tags darauf drohte Premierminister al-Maliki mit seinem Rücktritt, falls al-Mutlak nicht entlassen wird. Als Grund gab er an, dass ihn al-Mutlak als Diktator bezeichnet und mit Saddam Hussein verglichen habe. Al-Mutlak sagte auch, dass Saddam Hussein wenigstens die Infrastruktur verbessert habe.